# Traité de Tournai
Leulinghem (1384) Leulinghem (1389)
Le traité de Tournai fut signé le 18 décembre 1385 par Philippe II de Bourgogne et les habitants de la ville de Gand. Il donnait aux Gandois une totale liberté et leur accordait le choix entre les deux papes, Urbain VI et Clément VII.

## Contexte
La ville de Gand est en révolte contre ses suzerains, à savoir le comte Louis II de Flandre dit Louis de Male, puis son successeur Philippe II de Bourgogne dit Philippe le Hardi et le roi de France Charles VI, depuis 1379. La ville souffre du conflit et constate que sa révolte ne l'amène pas aux résultats escomptés. Elle risque l'anéantissement du fait de s'opposer à de tels puissants seigneurs (Charles VI est rentré en France après avoir fait le siège et pris la ville de Damme en 1385 puis pillé les environs mais Gand sait qu'il reviendra probablement l'été prochain) et cela malgré le soutien de l'Angleterre. Elle constate en outre que son état de guerre ne lui permet pas de commercer normalement, ce dont profitent des villes rivales telles Bruges, Damme, ou L'Écluse. Enfin la guerre coûte cher et fait de nombreuses victimes.
Le duc Philippe II de Bourgogne, et le roi de France Charles VI, caressent quant à eux le projet de mener une expédition pour débarquer en Angleterre. À cette fin, il est nécessaire que l'affaire de Gand soit réglée. Philippe le Hardi prend également en considération le fait que la guerre nuise à l'économie du pays de Flandre, qui est sien depuis peu, c'est-à-dire depuis janvier 1384 à la mort de Louis de Male, alors que son intérêt est que la région connaisse la prospérité.
Toutes les parties prenantes étant désireuses de trouver une solution, les conditions sont réunies pour aboutir à une conclusion satisfaisante pour toutes les parties.

## Négociation de la paix
Une condition primordiale devait toutefois être remplie pour qu'une négociation puisse aboutir : une majorité de Gantois, sauf les plus proches partisans de l'Angleterre, souhaitait la paix mais redoutait que les conditions imposées à cette fin par le Duc de Bourgogne ne soient trop dures. En tant que ville rebelle, Gand pouvait craindre en effet le pire à cet égard. 
La ville envoie donc un émissaire "messire Jean Delle" (il semble qu'il s'agisse du chevalier Jean Van Heyle) auprès du Duc pour connaitre sa position. 
Selon la chronique de Froissart, Philippe le Hardi se montre d'emblée disposé à trouver un accord en se montrant magnanime et en accordant des conditions très favorables à la ville de Gand. Cette position lui aurait été suggérée par Jean Canard, son chancelier depuis mars 1385, (ancien avocat parisien, conseiller du Roi de France et du Duc), lequel chancelier participa ensuite activement à la négociation, voire pour reprendre les termes de Philippe Le hardi, y aurait "pris la principale part". 

## La signature du traité
Les négociations ayant bien avancé, une trêve est prononcée par Philippe Le Hardi jusqu'au 1er janvier. Elle fut bien utilisée, les pourparlers aboutirent avant cette date. Il fut convenu de signer un traité en la ville de Tournai.
Les Gantois, une délégation de cinquante personnes, arrivèrent les premiers. Puis le 5 décembre arrivèrent le Duc de Bourgogne et son épouse accueillis par les Gantois puis la duchesse de Brabant (Jeanne de Brabant, duchesse de Brabant et de Limbourg, la maison de Brabant étant considérée comme une sorte de protecteur de la Flandre).
Les Gantois ne se montrèrent pas soumis : "ils ne font pas preuve de l’humilité attendue et commettent une transgression des hiérarchies sociales en saluant le couple ducal sans descendre de leurs montures".
Les dernières négociations eurent lieu puis le 18 décembre 1385 le traité put être signé par les deux parties, le Duc agissant en son nom propre et au nom du Roi de France.

## Le contenu du traité
Froissart donne le contenu du traité dans son chapitre CCXL. Il est extrêmement favorable aux Gantois qui semblent avoir obtenu tout ce qu'ils demandaient.
La ville de Gand promet d'observer la plus grande loyauté envers le Duc, fait acte de soumission, s'engage à observer obéissance, renonciation à la guerre, renonciation à l'alliance avec l'Angleterre.
En échange, elle obtient le pardon le plus large, aucune amende ou peine ou charge ou rançon ou réparation ne lui est imposée.
Elle obtient la confirmation de ses privilèges, franchises, chartes pour elle-même et des villes qui lui sont liées et citées dans Froissart (Courtrai, Audenarde, Grammont,  Ruppelmonde, Alost, etc.).
Les Gantois obtinrent également l'autorisation de retour des personnes bannies pour raison de révolte, la récupération des biens et fiefs confisqués.
Le traité prévoit enfin la libération par les deux parties des personnes retenues prisonnières.
Furent apposés sur le document les sceaux des parties prenantes ainsi que nombre de témoins (la duchesse de Brabant, plusieurs hauts seigneurs des environs, les villes de Bruges, Ypres, Malines, Anvers,..).

## Conséquences du traité
La paix de Tournai vient ainsi conclure sept ans de révolte. 
La ville de Gand en ressort d'une certaine manière grandie, elle n'a perdu aucun des avantages dont elle peut bénéficier en tant que ville et ne doit acquitter aucune sanction pour s'être révoltée.
Toutefois le Duc de Bourgogne ressort également vainqueur de cette paix : en se montrant magnanime, il tranche avec l'attitude moins accommodante de son beau-père Louis de Male, il s'assure de la fidélité des villes flamandes qui représentent un réel pouvoir, son autorité est ainsi plus facilement acceptée, et il se libère les mains pour pouvoir s'occuper des autres affaires de son duché. Jusqu'à sa mort en 1404, Philippe ne connut plus de soulèvement en Flandre.

### Sources primaires imprimées
- Jean Froissart, Chroniques, Livre II, Chapitres CCXXXVIII à CCXLI, présentées par Jean Alexandre Buchon, Paris, 1835,  lire en ligne.